# AN/APG-66
AN/APG-66雷达是一种脉冲多普勒雷达，由美國西屋公司研製，主要裝配於F-16A/B戰鬥機上，隨後的升級版本也安裝在許多不同類型的飛機上，包括美國海關和邊境保護局的C-550、美國海軍的P-3反潛機及美國空軍B-1轟炸機等，該雷達在剛問世時具有1980年代的先進水準，由於不斷改進，用該雷達系列裝備的F-16仍是美國空軍的主力戰鬥機。

## 性能特徵
該雷達設計師充分吸取了AWG-9雷達研製過程中的經驗教訓，設計時在“壽命-週期-成本”之間作了最佳折衷，即在不斷提高雷達性能的前提下，盡可能降低成本，全機採用組件化設計，體積小、重量輕、可靠性高、維護方便。主要的空戰模式是俯視。在這種模式下，AN/APG-66可以在34.5海裡（55.6公里）的範圍內探測到一架戰鬥機大小的飛機。空戰有四種模式可供選擇。在纏鬥模式下，雷達掃描20x20度，在大G機動中，它可以40x10度的掃描模式工作。
雷達系統主要由以下可更換單元組成：
- 天线
- 双模发送器 (DMT)
- 低功耗射频接收器 (MLPRF)
- 可程式化數字信号处理器
- 雷達電腦

除此之外，日本航空自衛隊的F-4EJ在進行性能提升時也換裝了APG-66雷達，紐西蘭皇家空軍的A-4攻擊機也裝備了該款雷達。

## 規格
- 頻率：6.2 GHz 至 10.9 GHz
- 搜索錐：120度×120度
- 方位角覆蓋範圍：±10度/±30度/±60度
- 重量：98 g'jin至 135 公斤，具體取決於配置
- 體積：0.08 m³ 至 0.102 m³ 取決於配置
- 冷卻方式：強制風冷，風量每分鐘5.13公斤
- 峰值功率：20千瓦（kW）
- 工作方式：APG-66(V)	
  - 空對空：上視搜索跟蹤，下視搜索跟蹤，空中纏鬥中的自動目標截獲，上視與下視的自動選擇
  - 空對地：實波束地圖測繪，放大波束地圖測繪（4:1），多普勒波束銳化，信標，空對地測距
  - 空對海：海面搜索（海情1，海情2），對海面動目標檢測
- APG-66(V)2	：邊掃描邊跟蹤（跟踪目標10個，搜索範圍正負60度/正負25度），多目標跟蹤時的戰情提示，高精度跟蹤，對慢速地面小目標的移動目標指示（GMTI（Ground Moving Target Indication）地面移動目標指示），多普勒波束銳化（作用距離80海裡），對地面、海面和沙漠上的固定目標或移動目標跟踪，對地圖測繪中的空對地導彈（ASM（Air-to-Surfact Missile）提供戰情提示

## 生產次型
- APG-66 – 安裝於早期批次的F-16A/B上。
- APG-66(V) – 用於部分美國海軍P-3獵戶座海上巡邏機，作為反毒品更新 (CDU) 的一部分，用於支持美國海岸防衛隊的反毒品 (CN) 監視和攔截行動[1]。
- APG-66(T47) – 安裝在賽斯納OT-47B中。
- APG-66(V)2 – 為升級F-16A/B Block 15所研發的雷達，新的信號處理器，更高的輸出功率，擁有更高的可靠性，在雜波/干擾環境中的範圍增加到83公里。
  - ARG-1  為AN/APG-66(V)2的降級版本，裝備於阿根廷空軍的A-4天鷹式攻擊機。
  - APG-66(V)2A –  帶有新的組合信號和數據處理器，其速度是舊雷達計算機和數字信號處理器的7倍和20倍。在這個新的改型中，地面測繪模式下顯示的分辨率增加了四倍，據報導接近於SAR技術提供的分辨率。1990年代中期用於比利時、丹麥、挪威、葡萄牙和荷蘭的F-16A/B機隊的更新。
- APG-66(V)3 – 與APG-66(V)2幾乎相同，但具有CW連續波照明能力，出口到台灣，裝備於中華民國空軍的F-16 Block 20[2]。
- APG-66(V)X – APG-66(V)2/3雷達的升級版，具有更遠的探測範圍。
- APG-66H – 安裝在BAE的鷹式輕型戰鬥教練機上，不過由於天線較小，搜索能力略有降低。
- APG-66J – 為日本F-4EJ幽靈式戰鬥機升級計劃所配置。
- APG-66NT – 安裝在美國海軍的T-39N教練機上。
- APG-66NZ – 安裝在紐西蘭皇家空軍的A-4天鷹式攻擊機。
- APG-66SR – 諾斯洛普·格魯曼為多用途電子掃描陣列Multi-role Electronically Scanned Array (MESA)計畫開發的版本，未生產。
- APG-66SS – 資料不明。
- APG-66T – 多目標跟踪暨同時掃描功能改版，具有四種空戰纏鬥模式及狀態意識感知模式(Situational awareness mode)。
- APQ-164 – 專為美國空軍的B-1槍騎兵戰略轟炸機設計，帶有被動電子掃描陣列。